# Уиллс, Уильям Джон
Уильям Джон Уиллс (5 января 1834— июнь/июль 1861) — австралийский путешественник ирландского происхождения, исследователь глубинных земель материка Австралия.

## Биография
Уильям Уиллс был геодезистом по профессии. В 1859 году, когда австралийское отделение Королевского географического общества выдвинуло премию тому, кто первый пересечёт Австралию с севера на юг. Уиллс отправился в глубинные земли Австралия на север. Командиром экспедиции, в которой принял участие Уиллс, назначен Роберт Бёрк. Уильям умер голодной смертью вместе с ним неподалёку от Купер-Крик. Тело Уилса покоится в австралийской государственной усыпальнице.
В Мельбурне стоит памятник Бёрку и Уиллсу.

## Галерея

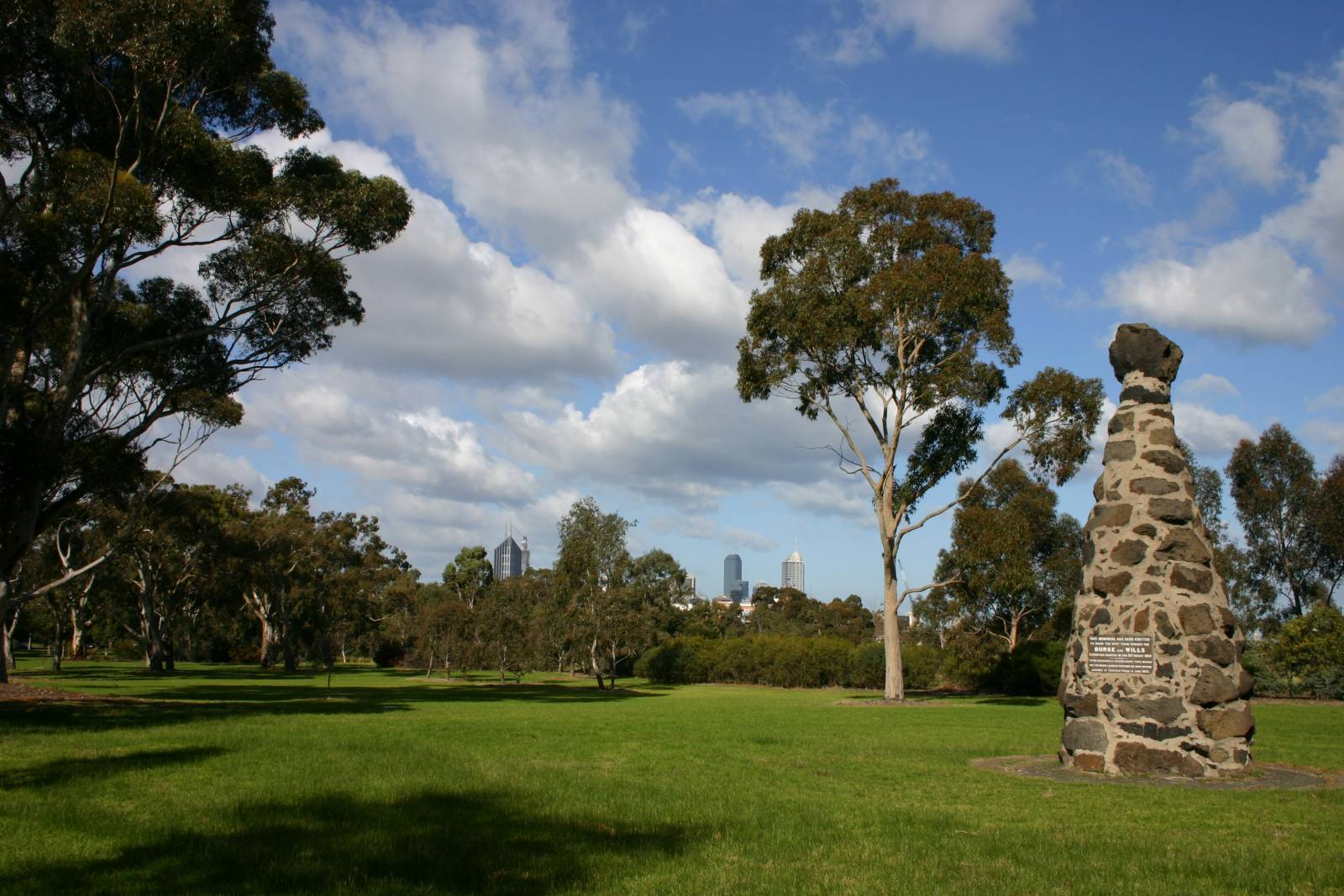
Памятник в Королевском парке Мельбурна, откуда стартовала экспедиция
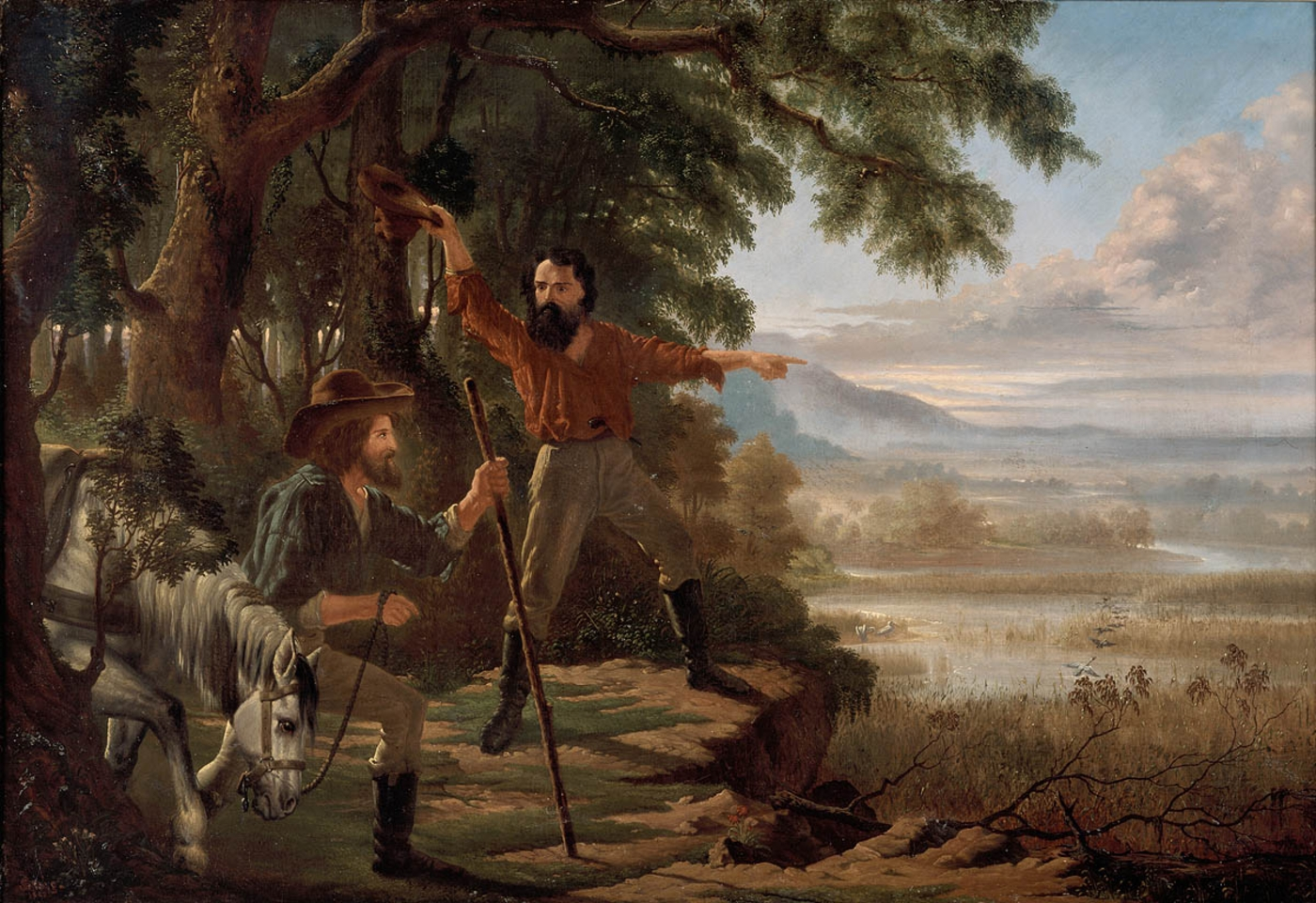
Эдвард джукс Грейг - Прибытие Бёрка и Уиллса на реку Флиндерс (1862)
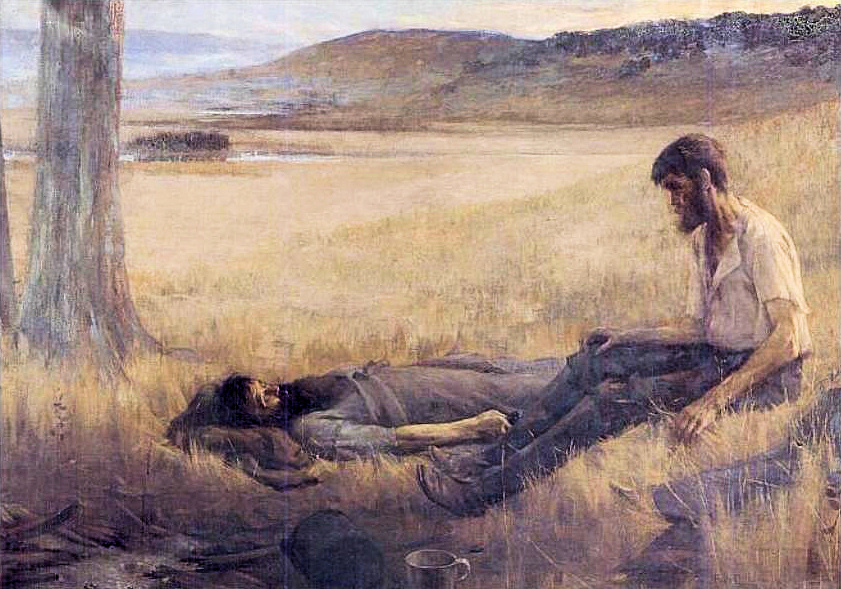
Артур Лорейро - Смерть Бёрка (1892), частная коллекция
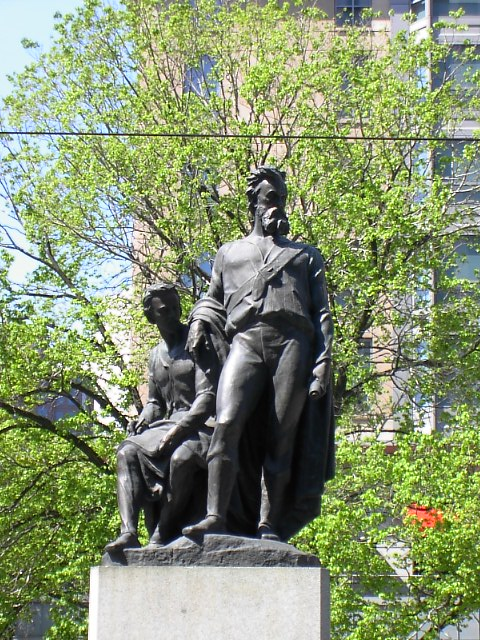
Памятник путешественникам в Мельбурне